# ماريان بارون
ماريان بارون (بالإنجليزية: Marian Barone)‏ هي لاعبة جمباز فني أمريكية، ولدت في 18 مارس 1924 في فيلادلفيا في الولايات المتحدة، وتوفيت في 14 مايو 1996 في ريتشموند في الولايات المتحدة.

## وصلات خارجية
- ماريان بارون على موقع أوليمبيديا (الإنجليزية)